# Péter Darázs
Peter Darázs, né le 12 octobre 1985 à Jászberény, est un patineur de vitesse sur piste courte hongrois. Il est le frère de Rózsa Darázs.

## Biographie
En 2005, il est 8e des championnats d'Europe.
Aux Jeux olympiques de 2006, il finit 10e au 500 mètres, 11e au 1 500 mètres et 12e au 1 000 mètres.
En 2007, il arrive deuxième du relais aux championnats d'Europe.
Il participe aussi aux Jeux olympiques de 2010.